# Besòs
Der Besòs ist ein 53 km langer Fluss im Nordosten Spaniens in der Provinz Barcelona. Er entspringt am Zusammenfluss von Mogent und Congost in der Comarca (Landkreis) Vallès Oriental und mündet bei der Gemeinde Sant Adrià de Besòs ins Mittelmeer. 
Sein Lauf führt durch die Orte Aiguafreda, La Garriga, Les Franqueses del Vallès, Canovelles, Granollers, Montmeló, Mollet del Vallès, Montcada i Reixac, Santa Coloma de Gramenet, Sant Adrià de Besòs und Barcelona.

## Zuflüsse
Der Besòs hat fünf Hauptzuflüsse:
- Mogent,
- Congost,
- Tenes,
- Riera de Caldes,
- Ripoll

## Geschichte
Obwohl er niemals schiffbar war, bildete er eine Verbindung zwischen der katalanischen Küste und dem Landesinneren. Er wurde seit dem 10. Jahrhundert für die Bewässerung genutzt. Da er ein dicht bevölkertes und industrialisiertes Gebiet durchfließt, galt er in den 1980er Jahren als verseuchtester Fluss Europas. Mitte der 1990er Jahre wurde er gesäubert und geklärt. Durch diverse Naturschutzprojekte der Stadt Barcelona gelang mitten im Stadtgebiet die Wiederansiedlung seltener Arten wie Fischotter und Wiedehopfe.

## Galerie

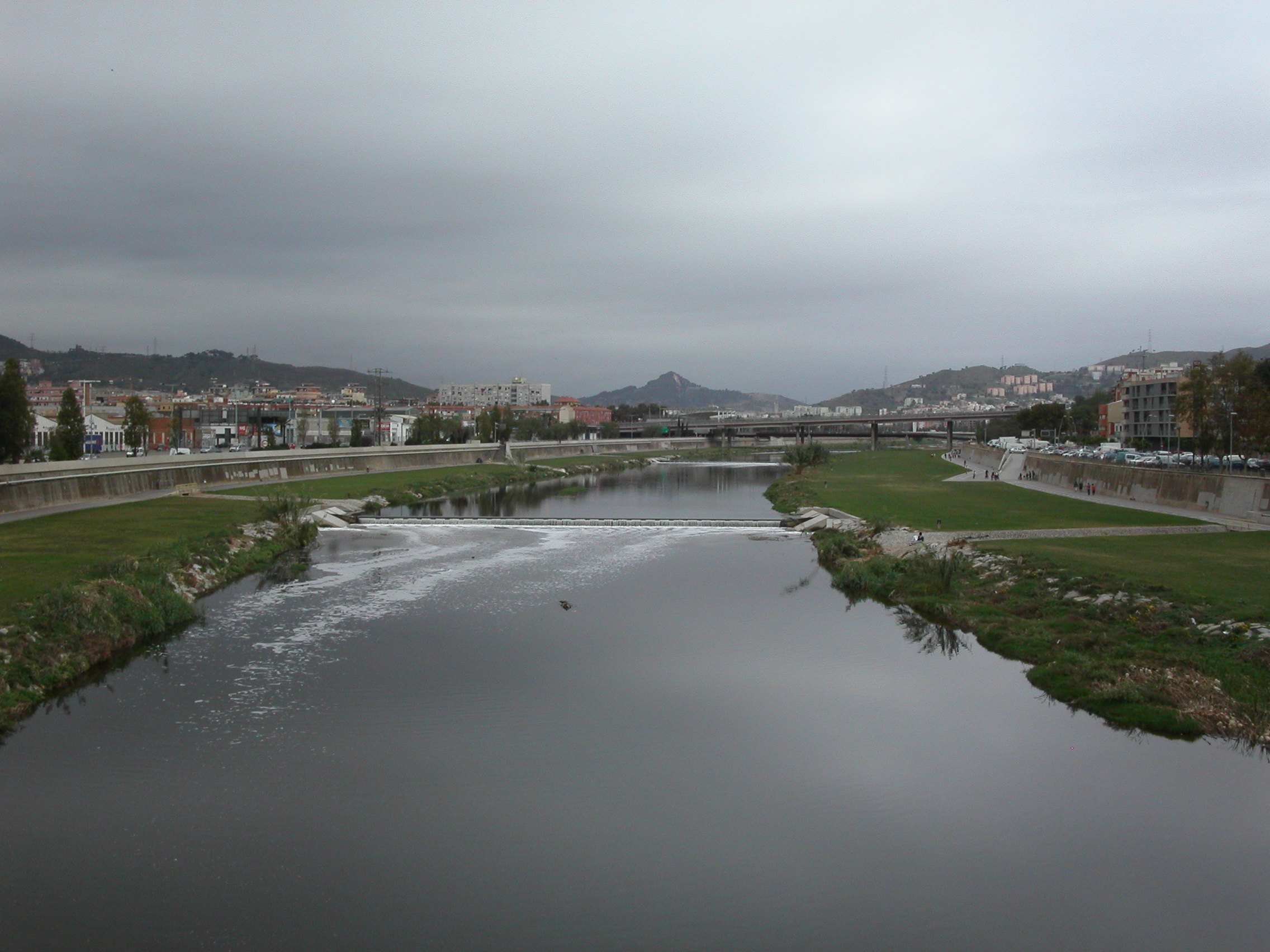
Der Fluss an seinem Unterlauf bei Sant Adrià de Besòs
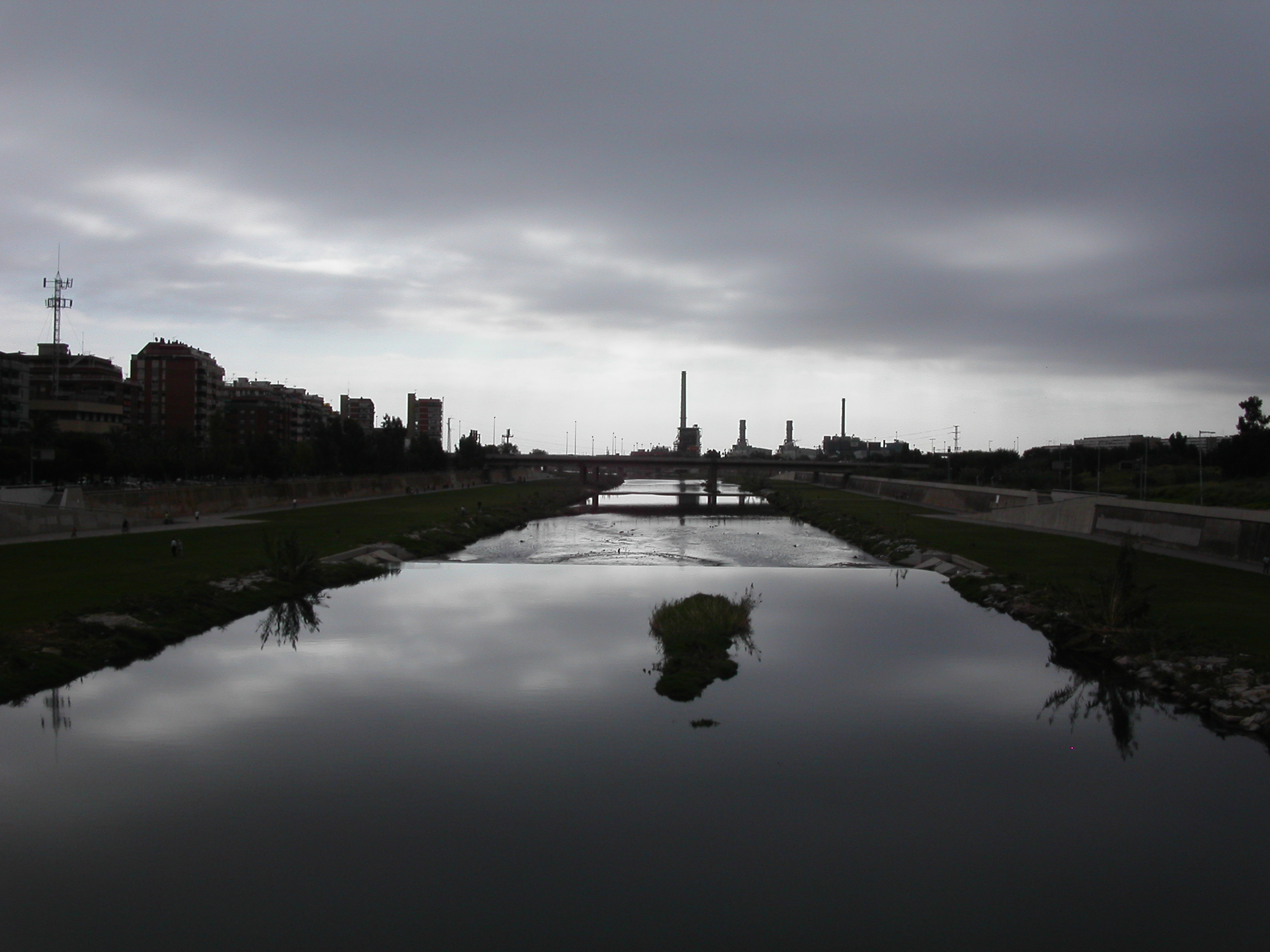
Unterlauf in Blickrichtung zum Mittelmeer